# Balloonfest '86
Balloonfest '86 là một sự kiện vào năm 1986 do tổ chức United Way tại Cleveland, Ohio tổ chức nhằm thiết lập kỷ lục thế giới về số lượng bóng bay được thả cùng lúc với gần một triệu rưỡi quả bóng bay. Ban đầu đây được coi như một sự kiện gây quỹ vô hại, nhưng số bóng bay ấy sau đó đã trôi trở lại thành phố, Hồ Erie, và rơi xuống các khu vực xung quanh, gây nhiều vấn đề về giao thông và cả một sân bay gần đó. Sự kiện cũng làm ảnh hưởng tới một cuộc tìm kiếm hai thuyền viên mất tích của Tuần duyên Hoa Kỳ; về sau thi thể của họ đã được tìm thấy Hậu quả là ban tổ chức và thành phố phải đối mặt với các vụ kiện đòi bồi thường thiệt hại lên tới hàng triệu đô la, khiến sự kiện trở thành một thất bại lớn.

## Chuẩn bị

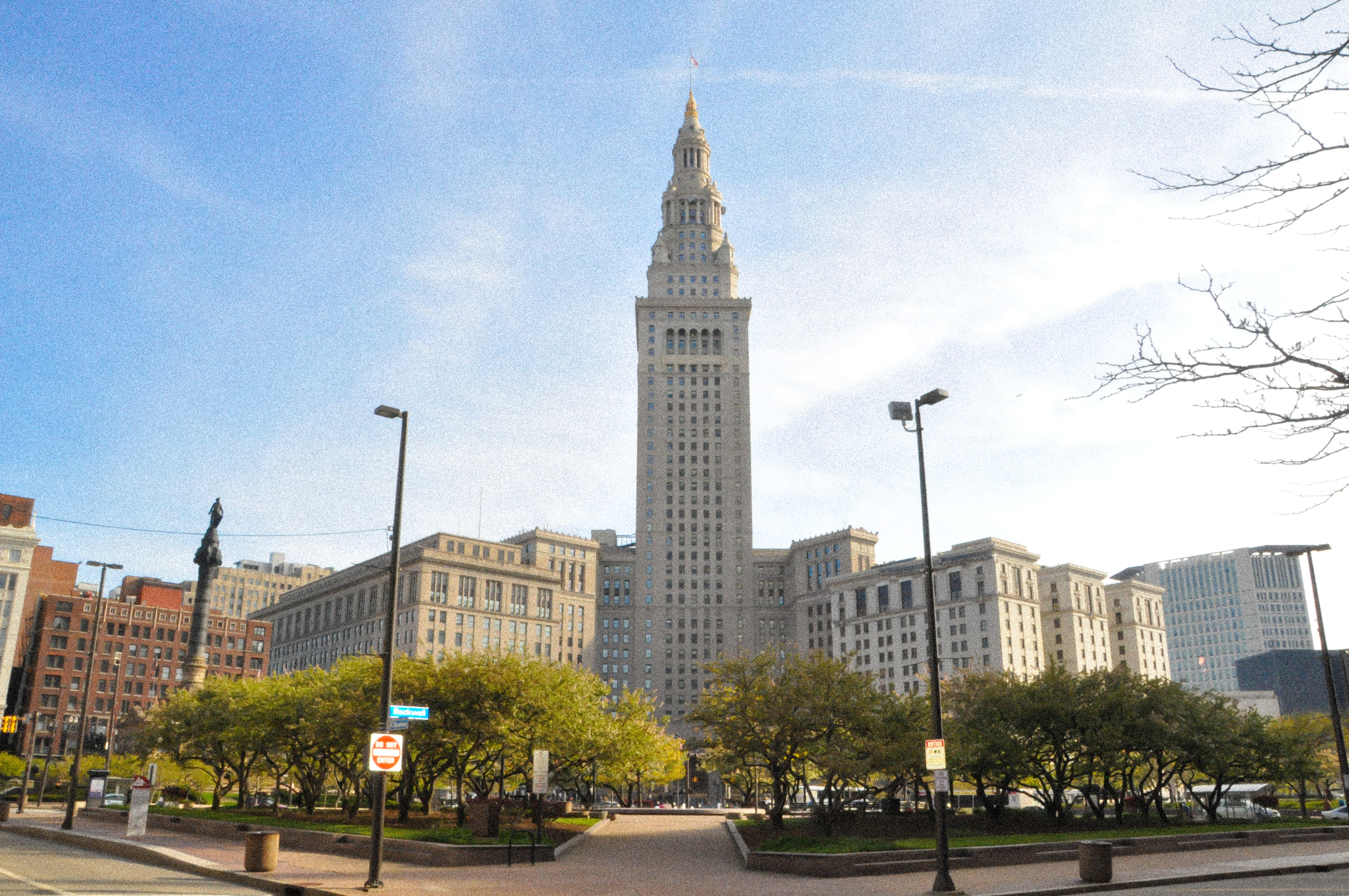
Tháp Terminal nhìn ra Quảng trường Công cộng

Sự kiện được điều phối bởi Balloonart by Treb, một công ty có trụ sở tại Los Angeles do Treb Heining đứng đầu; công ty này đã dành sáu tháng để chuẩn bị cho sự kiện. Một cấu trúc hình chữ nhật với kích cỡ của cả một khối nhà, dài 250 foot (76 m), rộng 150 foot (46 m) và cao ba tầng, che bằng một tấm lưới đan, đã được dựng lên ở góc phía tây nam của Quảng trường Công cộng Cleveland để giữ những quả bóng bay. Bên trong công trình này, 2.500 học sinh sinh viên và các tình nguyện viên đã dành nhiều giờ bơm khí heli vào những quả bóng. United Way ban đầu định thả hai triệu quả bóng, tuy nhiên con số này sau đó chỉ còn hơn 1,4 triệu. Các em nhỏ có thể ủng hộ sự kiện bằng cách quyên góp 1 USD cho mỗi hai quả bóng bay.

## Thả bóng
Vào ngày Thứ Bảy, 27 tháng 9 năm 1986, khi một trận mưa sắp tới, ban tổ chức quyết định thả bóng sớm vào khoảng 13:50 EDT. Gần 1,5 triệu quả bóng bay lên từ Quảng trường Công cộng của thành phố Cleveland, bao trùm lấy Tháp Terminal và vượt qua kỷ lục thế giới trước đó tại lễ kỷ niệm 30 năm của Disneyland.

## Hậu quả
Thông thường, một quả bóng bay cao su chứa đầy khí heli được thả ngoài trời sẽ dần bị xẹp và rơi trở lại Trái Đất. Tuy nhiên, sự kiện Balloonfest hôm đó diễn ra đúng lúc một frông khí lạnh kèm mưa đang tới, khiến số bóng bay rơi nhanh xuống mặt đất khi vẫn còn đầy khí, gây cản trở cho giao thông đường bộ và đường thủy tại Đông Bắc Ohio. Trong những ngày sau sự kiện, những quả bóng bay được báo cáo là đã trôi dạt vào bờ bên phía Canada của Hồ Erie.
Hai ngư dân Raymond Broderick và Bernard Sulzer, ra khơi vào ngày 26 tháng 9, được gia đình báo mất tích vào ngày diễn ra sự kiện. Những người cứu hộ đã phát hiện chiếc thuyền dài 16 foot (4,9 m) của họ nằm ở phía tây đê chắn sóng Edgewater Park. Đội tìm kiếm cứu nạn của Tuần duyên Hoa Kỳ đã gặp nhiều khó khăn trong việc tiếp cận khu vực do gặp phải một "bãi thiên thạch" những quả bóng bay. Một đội tàu cứu nạn đã cố tìm các ngư dân trôi dạt trên hồ, nhưng lực lượng Tuần duyên cho biết số bóng bay nổi trên hồ khiến họ không thể thấy được ai trong hồ. Đội Tuần duyên phải chấm dứt chiến dịch tìm kiếm vào ngày 29 tháng 9. Thi thể của hai ngư dân sau đó đã dạt vào bờ. Vợ của một trong hai ngư dân đã đâm đơn kiện United Way tại Cleveland và công ty tổ chức lễ hội thả bóng với số tiền 3,2 triệu đô la; vụ việc sau đó được hai bên tự thỏa thuận nhưng không công bố các điều khoản.
Một số quả bóng bay đã rơi xuống một bãi chăn gia súc ở Quận Medina, Ohio, khiến đàn ngựa Ả Rập của bà Louise Nowakowski hoảng loạn và bị thương. Nowakowski kiện United Way tại Cleveland với số tiền bồi thường thiệt hại 100.000 USD và sau đó cũng đã có thỏa thuận nhưng không tiết lộ điều khoản.
Sân bay Burke Lakefront phải đóng cửa một đường băng trong nửa tiếng sau khi những quả bóng bay rơi xuống đây. Các vụ va chạm giao thông cũng được báo cáo "khi mà các tài xế, hoặc phải đổi hướng tránh cơn sóng những quả bóng bay nhiều màu sắc đang trôi chậm về phía họ, hoặc ngắm nhìn cảnh tượng trên bầu trời mà không chú ý đường đi".
Bản năm 1988 của Sách Kỷ lục Guinness đã công nhận sự kiện này là kỷ lục thế giới cho "màn thả bóng bay lớn nhất", với 1.429.643 quả bóng bay được thả.